# Elisabeth Schilder
Elisabeth Schilder (geboren 8. September 1904 in Wien, Österreich-Ungarn; gestorben 18. Februar 1983 in Wien) war eine österreichische Juristin und Sozialarbeiterin.

## Leben
Elisabeth Schilders Mutter war in der Frauenbewegung engagiert. Schilder besuchte das Mädchenrealgymnasium Albertgasse und schloss sich 1919 den sozialistischen Mittelschülern an. Sie studierte Staatswissenschaften und Volkswirtschaft an der Universität Wien und in Berlin. Nebenher schrieb sie zwischen 1930 und 1933 für die Zeitung Arbeit und Wirtschaft. Sie wurde 1933 promoviert und besuchte die Akademie für soziale Verwaltung in Wien.
Von 1930 bis 1933 leitete Schilder die Frauenrechtschutzstelle in einem Ottakringer Arbeiterheim. Im Zuge der Februarkämpfe 1934 wurde sie Mitglied der oppositionellen Roten Front. Unter dem Pseudonym Lise Zellhoff arbeitete sie beim Informationsdienst der Revolutionären Sozialisten mit. Nach dem Anschluss Österreichs im Jahr 1938 floh sie mit der Mutter nach Frankreich. 1940 wurde sie im Camp de Gurs interniert, ab 1941 hielt sie sich in Fons versteckt. Ihr Lebenspartner wurde Opfer des Holocaust.
1946 kehrte Elisabeth Schilder nach Österreich zurück. Sie arbeitete als Juristin und leitende Beamtin im Jugendamt der Stadt Wien und widmete sich Fragen des Familienrechts, des Jugendschutzrechts und Jugendstrafrechts. Sie leitete die Arbeitsgemeinschaft für Bewährungshilfe und beteiligte sich an der Novellierung des Gesetzes über Schutzaufsicht. Schilder war Vorstandsmitglied bei den Sozialistischen Akademikern.

## Schriften (Auswahl)
- mit Ella Reiner: Was muß jede Frau vom Recht wissen? Ein Ratgeber für die proletarische Frau. Frauenzentralkommitee der Sozialdemokratischen Arbeiterpartei Deutschösterreichs, Wien 1933.
- Sozialistische Steuerpolitik. Wien, Staatswissenschaftliche Dissertation, Auszug, 1934.
- Die Entwicklung und Organisation der Bewährungshilfe in Österreich. In: Elisabeth Schilder (Hrsg.): Bewährungshilfe. Neue Wege der Rehabilitation junger Rechtsbrecher. Verlag für Jugend und Volk, Wien 1966, S. 10–13.
- (Hrsg.): 10 Jahre Bewährungshilfe. Verein für Bewährungshilfe und Soziale Jugendarbeit, Wien 1974.
- Strafvollzug in Freiheit. Die Entwicklung der bedingten Verurteilung und der Bewährungshilfe in Österreich unter Berücksichtigung der Entwicklung in Deutschland. In: Christian Neider (Hrsg.): Festschrift für Christian Broda. Europaverlag, Wien 1976, S. 267–299.
- Die österreichische Bewährungshilfe. In: Bewährungshilfe. Fachzeitschrift für Bewährungs-, Gerichts- und Straffälligenhilfe, Jg. 25, Heft 4, 1978, S. 313–324.
- Die Bewährungshilfe. Bewährungshilfegesetz idF der Bewährungshilfegesetz-Novelle 1980 samt Auszügen aus den einschlägigen Gesetzen und ausführlichen praxisnahen Erläuterungen. Juridica, Wien 1982.
- Eckart Früh: Veröffentlichungen von Elisabeth Schilder. In: Heinrich Keller u. a. (Hrsg.): Sozialarbeit und Soziale Demokratie. Festschrift für Elisabeth Schilder. Jugend & Volk, Wien 1979.